# Stephania zippeliana
Stephania zippeliana är en tvåhjärtbladig växtart som beskrevs av Friedrich Anton Wilhelm Miquel. Stephania zippeliana ingår i släktet Stephania och familjen Menispermaceae. Inga underarter finns listade i Catalogue of Life.